# Oulu (Verwaltungsgemeinschaft)

Lage der Verwaltungsgemeinschaft Oulu

Die Verwaltungsgemeinschaft Oulu (finnisch Oulun seutukunta) ist eine von sieben Verwaltungsgemeinschaften (seutukunta) in der finnischen Landschaft Nordösterbotten. Zu ihr gehören die namensgebende Stadt Oulu und deren Umland. Insgesamt leben in dem Gebiet rund 200.000 Menschen.
Zur Verwaltungsgemeinschaft Oulu gehören folgende sieben Städte und Gemeinden:
- Hailuoto
- Kempele
- Liminka
- Lumijoki
- Muhos
- Oulu
- Tyrnävä

Haukipudas, Kiiminki und Oulunsalo gehörten bis zur Eingliederung nach Oulu 2013 als eigenständige Gemeinden zur Verwaltungsgemeinschaft Oulu.